# Gerrothorax
Il gerrotorace (gen. Gerrothorax) è un anfibio estinto appartenente ai temnospondili. Visse nell'ultima parte del Triassico superiore (210-205 milioni di anni fa), e i suoi resti sono stati ritrovati in Germania, Svezia e Groenlandia.

## Descrizione
L'aspetto di questo animale era decisamente bizzarro, anche in rapporto a quello degli altri anfibi temnospondili. Il corpo era appiattito e allargato, le zampe erano corte così come la coda. Le caratteristiche più peculiari riguardavano però il cranio: questo era estremamente corto e largo, dotato di enormi occhi diretti verso l'alto. Erano inoltre presenti ciuffi di branchie piumose, una caratteristica che si riscontra ancor oggi in anfibi quali l'axolotl, il proteo o il cucciolo del fango. Nonostante l'aspetto bizzarro, questo animale era un feroce predatore: lungo circa un metro, il gerrotorace era dotato di un formidabile apparato di denti aguzzi: quelli della mandibola erano piuttosto lunghi, mentre quelli della mascella erano molto fitti e più corti, e sul palato erano presenti vere e proprie zanne. Questa notevole dentatura era sicuramente utile a trattenere prede scivolose come i pesci. 

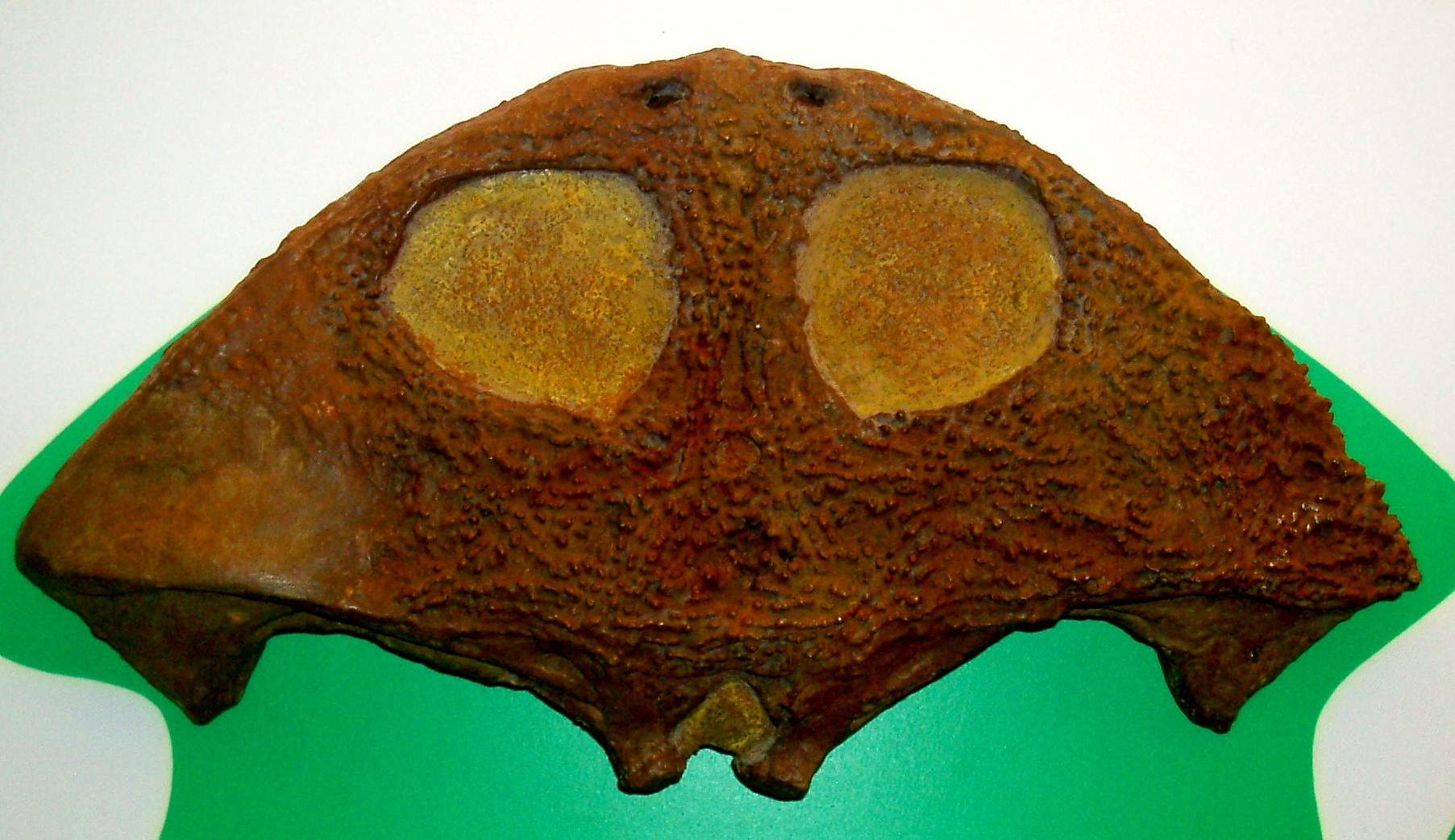
Cranio di Gerrothorax

## Classificazione
Il gerrotorace fa parte di un gruppo aberrante di anfibi temnospondili, i plagiosauri: diffusi nel Triassico, questi animali svilupparono corpo e cranio estremamente corti e larghi. In particolare, il gerrotorace è ritenuto essere uno dei plagiosauri più specializzati e uno degli ultimi a comparire.

### Specie
Sono note due specie di gerrotorace: Gerrothorax pulcherrimus, proveniente dal Norico (215 milioni di anni fa) della Germania meridionale e dalla Groenlandia, e G. rhaeticus, del Retico (205 milioni di anni fa) della Svezia. Entrambe le forme possedevano crani lunghi circa 30-35 centimetri, e la lunghezza totale degli esemplari si attestava intorno al metro.

## Stile di vita

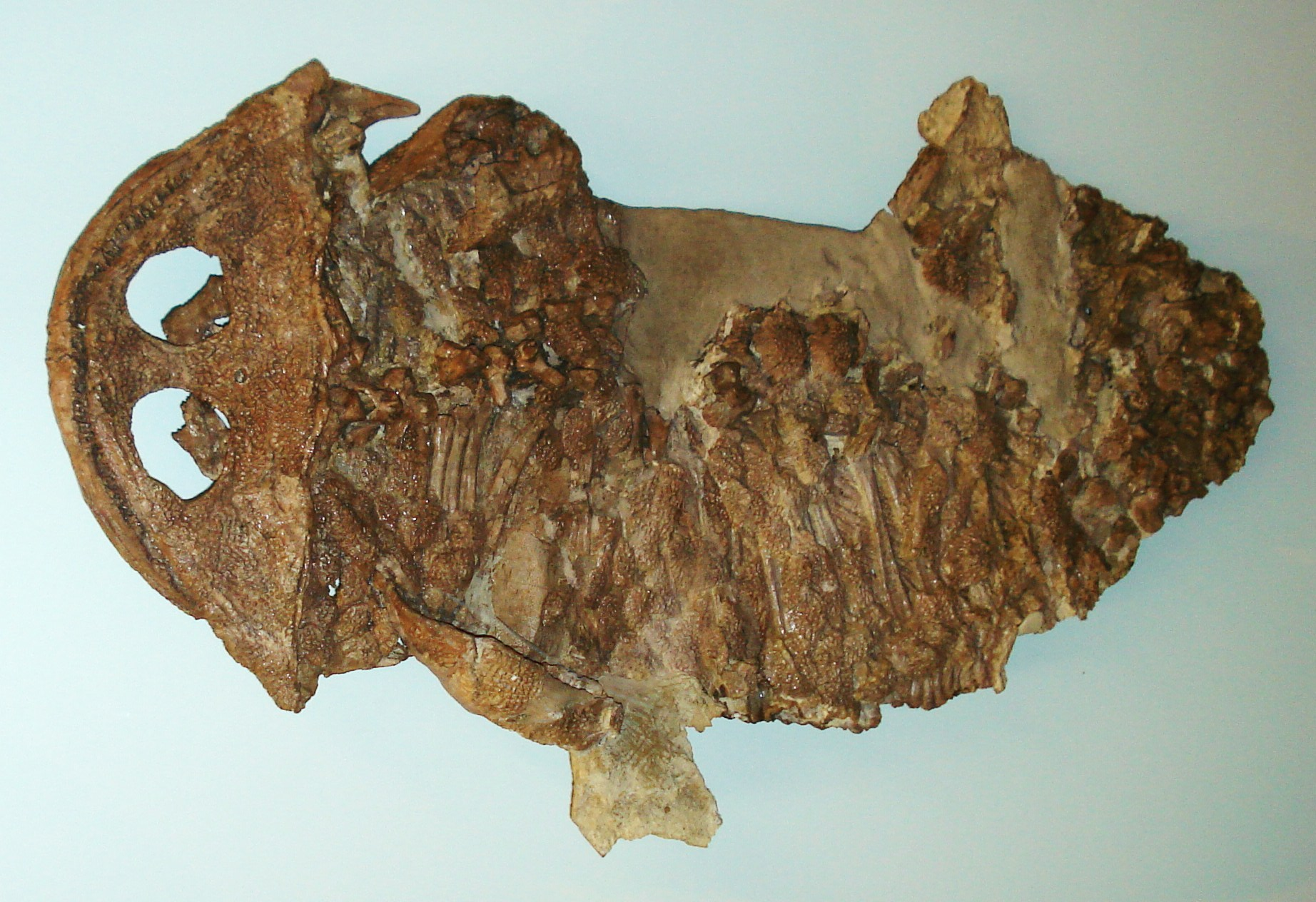
Fossile di Gerrothorax pustuloglomeratus (= G. pulcherrimus)

Con tutta probabilità questo animale viveva nei fiumi e nei laghi, rimanendo acquattato sul fondale per gran parte del tempo. Non appena un pesce si avvicinava, il gerrotorace spalancava le fauci con un movimento fulmineo; il risucchio d'acqua così creato permetteva al predatore di ingoiare il pesce, che veniva trattenuto dai denti aguzzi. 
Alcuni fossili rinvenuti in Groenlandia hanno permesso di studiare approfonditamente il meccanismo di apertura delle mascelle di questo animale. Sembra che le articolazioni della parte posteriore del cranio e del collo permettessero al gerrotorace di spalancare la bocca di circa 50° senza abbassare la mandibola. In pratica, in questo animale era il resto del cranio a "salire" e non la mandibola a "scendere", come invece avviene nella maggior parte dei vertebrati. Questo movimento "rovesciato" era presente anche in numerosi altri temnospondili, anche se a un minor grado di sviluppo, e permetteva a questi animali di spalancare le fauci rimanendo semi-infossati nel fondale. 
Il movimento del cranio all'indietro è noto anche in alcuni anfibi odierni: la salamandra Leurognathus marmoratus, ad esempio, effettua questo movimento non solo per catturare le prede, ma anche per scavare tane. È possibile, quindi, che anche il gerrotorace e i suoi parenti utilizzassero questa capacità in altri modi, oltre che per procacciarsi il cibo.